# Stanimir Trojanski
Stanimir Ljubenow Trojanski (* 12. Oktober 1944 in Warna, bulgarisch Станимир Любенов Троянски, in anderen Transliterationen auch Troyansky oder Troyanski) ist ein bulgarischer Mathematiker.
Stanimir L. Trojanski wuchs in Warna als Sohn einer Geburtshelferin und eines früh verstorbenen Lungenarztes auf. Nach seinem Schulabschluss 1962 begann er sein Mathematikstudium an der Universität Charkow. Dort wurde er 1970 mit einer Dissertation über die topologische Äquivalenz einiger nicht-separabler Banachräume unter Michail Iossifowitsch Kadec promoviert. Von 1985 bis 1999 leitete er die Analysis an der Universität Sofia. Trojanski war an mehreren Universitäten Gastprofessor, Iowa,  Bordeaux,  Granada, Valencia und an der Universität Complutense Madrid. In den letzten Jahren war er Professor an der Universität Murcia.
Trojanski ist seit 1989 korrespondierendes Mitglied und seit 2003 Mitglied der Bulgarischen Akademie der Wissenschaften und er ist korrespondierendes Mitglied der königlichen Akademie der exakten, physikalischen und Naturwissenschaften in Madrid.
Trojanskis Hauptarbeitsgebiet ist die Funktionalanalysis, insbesondere die Geometrie der Banachräume. Dort ist er besonders durch den Satz von Trojanski bekannt, nach dem ein schwach kompakt erzeugter Raum zu einem lokal gleichmäßig konvexen Raum renormiert werden kann.